# Jughead
Jughead – mechanizm wyszukiwawczy dla protokołu Gopher opracowany w 1993 r. przez Rhetta Jonesa z uniwersytetu stanu Utah; od konkurencyjnego mechanizmu Veronica odróżnia się tym, że może przeszukiwać w danym momencie tylko jeden serwer Gophera.
Jughead jest oficjalnie akronimem Jonzy's Universal Gopher Hierarchy Excavation And Display, aczkolwiek de facto nawiązuje do nazwy mechanizmu wyszukiwawczego dla FTP Archie – Jughead Jones to jeden z bohaterów Archie Comics.